# Bell UH-1 Iroquois
Bell UH-1 Iroquois, poznatiji kao "Huey", je višenamjenski vojni helikopter, poznat po svojoj ulozi u Vijetnamskom ratu.
UH-1 razvijen je iz probnog modela Američke vojske iz 1955. Bell 204. Zbog prvotne oznaka HU-1 (helicopter utility - višenamjenski helikopter) helikopter je dobio svoj nadimak Huey.

## Tehničke karakteristike (UH-1D)
Osnovne karakteristike
- posada: 1-4
- dužina: 17,40 m
- visina: 4,39 m
- širina trupa: 2,62 m

Letne karakteristike
- najveća brzina: 217 km/h
- ekonomska brzina: 201 km/h
- dolet: 507 km
- brzina penjanja: 8,92 m/s
- najveća visina leta: 5.910 m
- motor: 1 × Lycoming T53-L-11 turboosovinski motor

### Ostale inačice
- UH-1N Twin Huey
- AH-1 Cobra
- Bell 204/205
- Bell 212
- Bell 214

## Nesreće
- 26. studenog 2018.: UH-1 u vlasništvu turske vojske srušio se u istočnom predgrađu Istanbula. U nesreći je smrtno stradalo četvero vojnika, a jedan je ranjen.[1][2][3][4]

## Vanjske poveznice
|  | Zajednički poslužitelj ima još gradiva o temi UH-1 Iroquois |